# Rebelião tuaregue (2007-2009)

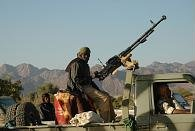
Rebeldes em fevereiro de 2008.

A rebelião tuaregue de 2007-2009 foi uma insurreição que começou em fevereiro de 2007 entre os elementos do povo tuaregue que vivem nas regiões do norte do deserto do Saara, no Mali e Níger.
As populações dispersas para a Argélia e Líbia, bem como para o sul do Níger e Mali, na década de 1990, retornaram apenas no final de 1990.
O conflito ocorreu devido ao processo de desmobilização e integração dos rebeldes na vida civil ou às forças armadas de seus respectivos países sendo lento e insatisfatório, e o fato de alguns políticos tuaregues integrados aos governos perderem seus cargos, acabando alguns na prisão. Entre 2005 e 2006, começaram a lutar no Mali, mas logo chegaram a um acordo de paz.
Mas no início de 2007, a rebelião foi generalizada em ambos os estados, tornando-se confrontos simultâneos em ambos. A guerra de guerrilha e a repressão militar provocou um êxodo em massa de refugiados para as capitais regionais, Kidal, no Mali e Agadez, no Níger, nessas duas regiões onde houve o desenvolvimento da maioria dos combates. A Argélia ajudou a negociar um cessar-fogo em outubro de 2008 para o Mali, mas uma facção rebelde rompeu-o em dezembro, logo sendo esmagada pela deserção e a colaboração de outras guerrilhas com o exército em fevereiro do próximo ano.
O Níger viu intensos combates e a interrupção da produção de urânio no norte montanhoso, antes de um acordo de paz apoiado pela Líbia, com a ajuda de uma divisão entre as facções dos rebeldes, trouxe um cessar-fogo negociado e a anistia em maio de 2009.

## Grupos rebeldes
| Organização | Forças                                                         | Nota |
| ----------- | -------------------------------------------------------------- | --- |
| Niger       | 5.000-7.000 (2004) 3.000 rebeldes (2007) 3.000 rebeldes (2009) | - |
| MNJ         | 700-2.000 (2007)                                               | Fundado em 2007, liderado por Aghali Ag Alambo e Mohamed Acharif. Formado por membros do antigo FLAA. Aliado das FARS e ADC. Sua base estava nas Air. |
| FFR         | -                                                              | Facção separada do MNJ em 2008. |
| NPF         | -                                                              | Facção separada do MNJ em 2009. |
| FARS        | -                                                              | Grupo tubu formado em 2006 e liderado por Boubakar Mohamed Sogoma desde 2008.                                                                         |
| Mali        | 3.000-10.000 (2004)                                            | |
| ADC         | -                                                              | Liderado por Ibrahim Ag Bahanga. Fundado em 2006 se desmobilizou em 2008.                                                                             |
| ATNMC       | -                                                              | Facção separada em 2008 do ADC, derrotada em 2009. Liderado por Hassan Fagaga.                                                                        |

Posteriormente, em 2011, durante a Guerra Civil na Líbia,  o governo de Muammar Gaddafi contratou cerca de 200a 4.000 mercenários deste grupo étnico do Mali (e em menor grau, Argélia, Níger e Burkina Faso) de acordo com vários relatórios.